# 黑边鲯鳅鳕
黑边鯕鳅鳕（学名：Coryphaenoides marginatus），又名黑緣突吻鱈、暗邊突吻鱈、鱈魚，为輻鰭魚綱鱈形目鼠尾鱈科突吻鱈屬下的一个种，為深海底棲性魚類，分布於西北太平洋日本南部至東海，深度250-790公尺，本魚吻短而尖，眶下骨脊突出，嘴小，下巴觸鬚非常短，鱗片相當易脫落，體紫褐色，魚鰭及鰓腔黑色，體長可達62公分，棲息在底層水域，生活習性不明。

## 扩展阅读
- 維基物種上的相關：黑緣突吻鱈